# Diócesis de Coria-Cáceres
La diócesis de Coria-Cáceres (en latín: Dioecesis Cauriensis-Castrorum Caeciliorum) es una circunscripción eclesiástica de la Iglesia católica en España. Se trata de una diócesis latina, sufragánea de la archidiócesis de Mérida-Badajoz. Desde el 7 de diciembre de 2021 su obispo es Jesús Pulido Arriero.

## Territorio y organización
La diócesis cubre 10 052 km² y extiende su jurisdicción sobre los fieles católicos de rito latino residentes en la parte occidental de la provincia de Cáceres, en Extremadura.
La sede de la diócesis se encuentra en la ciudad de Coria, en donde se halla la Catedral de Santa María de la Asunción. En Cáceres se encuentra la Concatedral de Santa María.
En 2021 en la diócesis existían 160 parroquias agrupadas en 9 arciprestazgos: Alcántara-Arroyo de la Luz, Cáceres, Coria, Granadilla, Hurdes, Montánchez, Montehermoso, Sierra de Gata y Valencia de Alcántara.

## Historia
La fecha de erección de la diócesis de Coria es incierta. La tradición, considerada legendaria, atribuye su erección al papa Silvestre I en la primera mitad del siglo IV. Sin embargo, la primera evidencia histórica de un obispo de Coria se remonta a 589, año en el que Jacinto participó en el III Concilio de Toledo. Probablemente fue originalmente sufragánea de la archidiócesis de Augusta Emerita, capital de la provincia romana de Lusitania.
Durante la dominación árabe la sede de Coria sobrevivió al menos durante un determinado período, como lo demuestra la presencia de dos obispos en el último cuarto del siglo IX y principios del X.
La sucesión episcopal se reanudó regularmente a partir de 1142, cuando tras la Reconquista el papa Inocencio III eligió obispo a Íñigo Navarrón. A partir de esta fecha la diócesis pasó a formar parte de la provincia eclesiástica de la archidiócesis de Santiago de Compostela.
En 1603 el obispo Pedro García de Galarza estableció el seminario diocesano de San Pedro, con sede en Cáceres; posteriormente fue trasladado a Coria en 1819.
Con el concordato de 1851 la diócesis pasó a formar parte de la provincia eclesiástica de la archidiócesis de Toledo.
El 1 de abril de 1923 el obispo Segura Sáenz fundó el periódico Extremadura.
El 9 de abril de 1957, en virtud de la bula Cum eae ad perficiendum del papa Pío XII, la iglesia de Santa María de Cáceres fue elevada al rango de concatedral y al mismo tiempo la diócesis asumió su nombre actual.
Tras las decisiones del Concordato de 1953, los días 30 de abril y 20 de julio de 1958 se establecieron los límites territoriales en su forma actual, gracias a la cesión de las parroquias de San Vicente de Alcántara y Puebla de Obando a la diócesis de Badajoz y la adquisición por lo mismo del arciprestazgo de Montánchez mediante el decreto Quum sollemnibus; y al traslado de una serie de parroquias a la diócesis de Salamanca, con la simultánea adquisición del arciprestazgo de Sierra de Gata a la diócesis de Ciudad Rodrigo y de la parroquia de Aldeanueva del Camino a diócesis de Plasencia, mediante otro decreto llamado Quum sollemnibus.
El 28 de julio de 1994 pasó a ser sufragánea de la archidiócesis de Mérida-Badajoz.

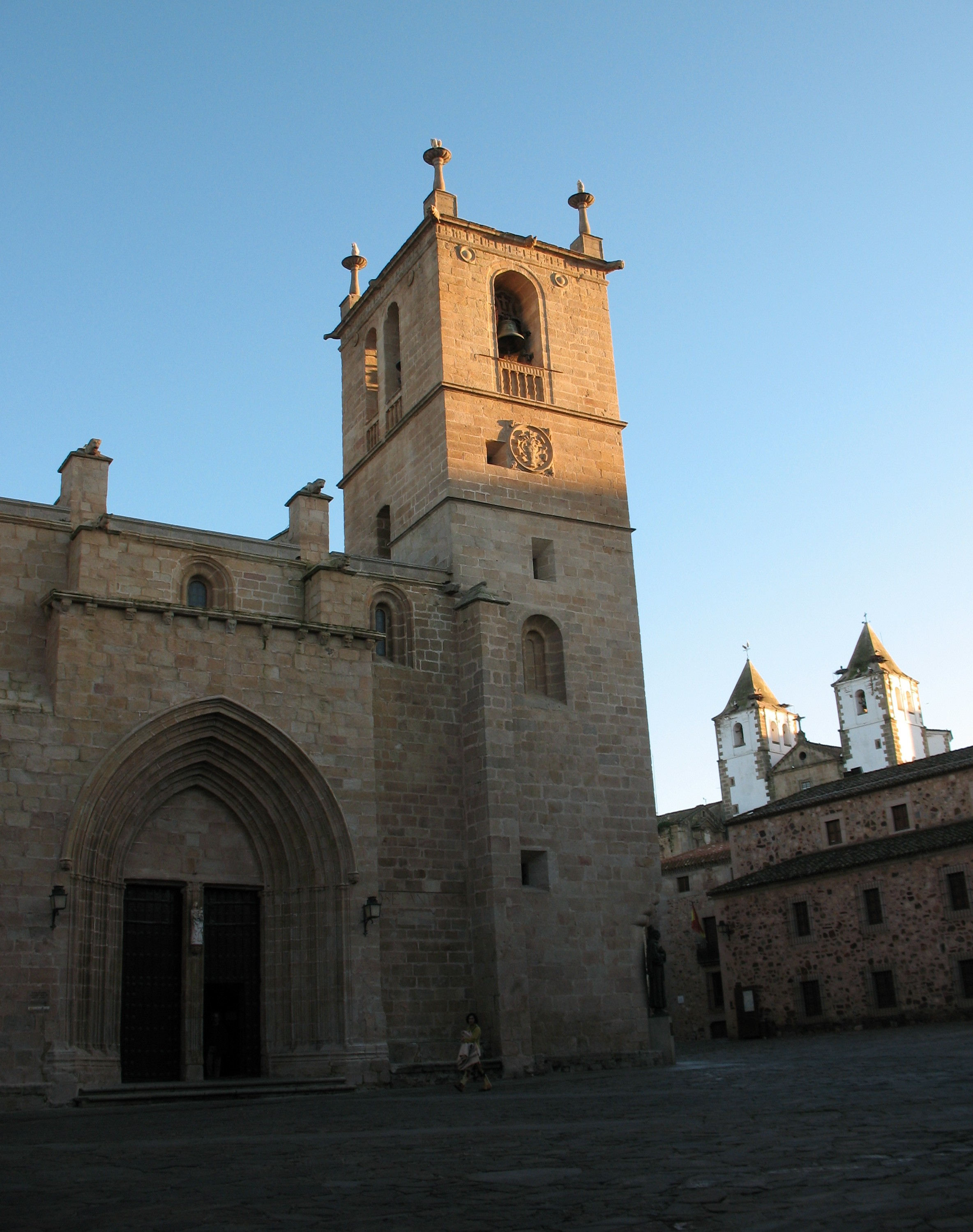
Concatedral de Santa María, en Cáceres.
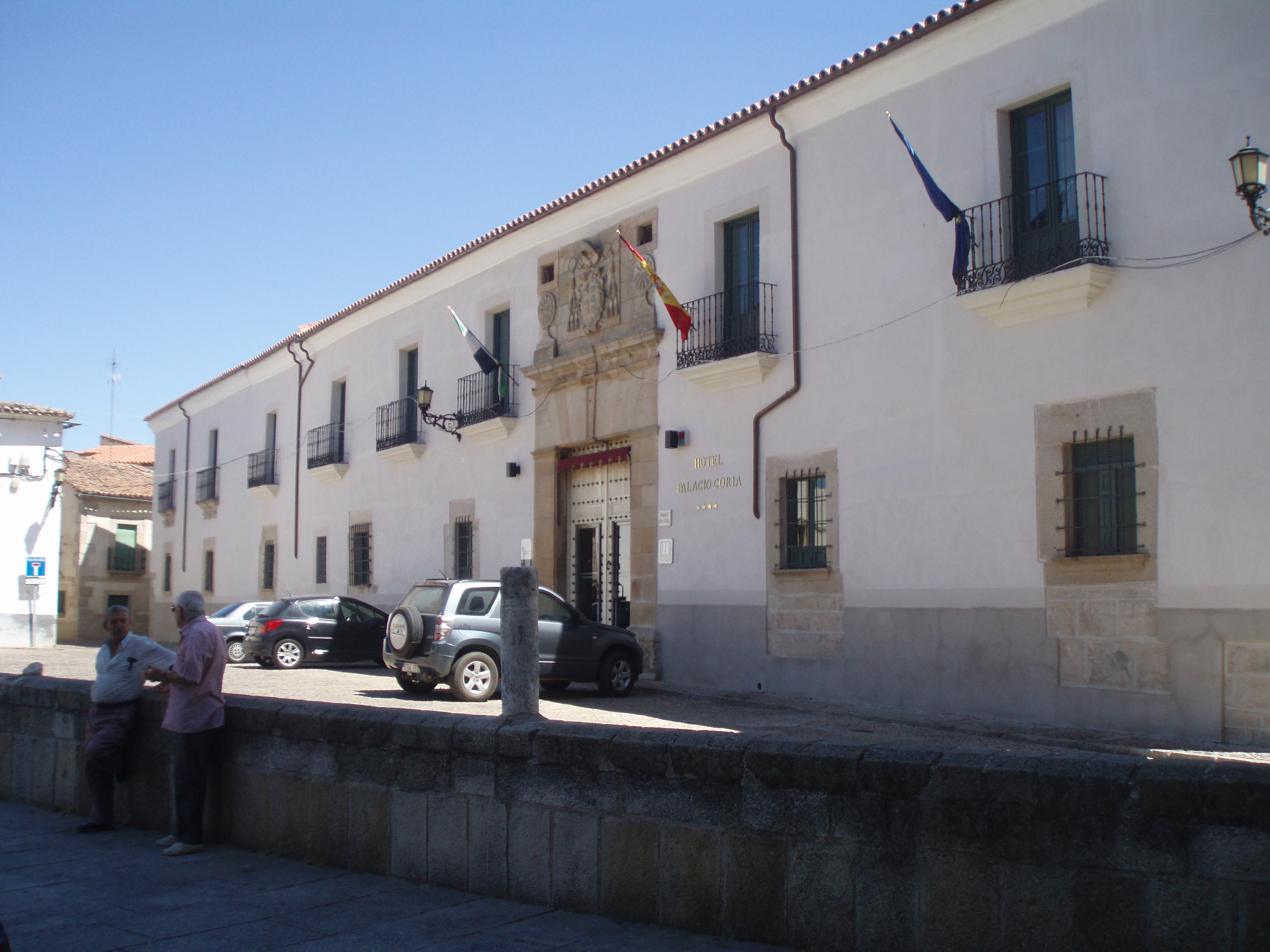
Palacio episcopal de Coria.
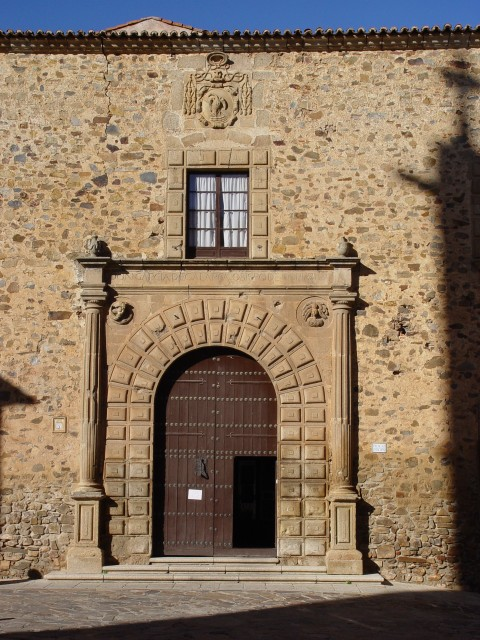
Palacio episcopal de Cáceres.

## Estadísticas
Según el Anuario Pontificio 2022 la diócesis tenía a fines de 2021 un total de 208 300 fieles bautizados.
| Año                                                                             | Población            | Población | Población      | Sacerdotes | Sacerdotes    | Sacerdotes    | Bautizados por sacerdote | Diáconos permanentes | Religiosos | Religiosos | Parroquias |
| Año                                                                             | Bautizados católicos | Total     | % de católicos | Total      | Clero secular | Clero regular | Bautizados por sacerdote | Diáconos permanentes | Varones    | Mujeres    | Parroquias |
| ------------------------------------------------------------------------------- | -------------------- | --------- | -------------- | ---------- | ------------- | ------------- | ------------------------ | -------------------- | ---------- | ---------- | ---------- |
| 1950                                                                            | 260 825              | 260 825   | 100.0          | 169        | 156           | 13            | 1543                     |                      | 22         | 286        | 131        |
| 1970                                                                            | 260 770              | 260 770   | 100.0          | 220        | 194           | 26            | 1185                     |                      | 34         | 398        | 150        |
| 1980                                                                            | 245 202              | 245 202   | 100.0          | 189        | 166           | 23            | 1297                     |                      | 27         | 362        | 151        |
| 1990                                                                            | 236 000              | 237 000   | 99.6           | 185        | 160           | 25            | 1275                     |                      | 29         | 330        | 157        |
| 1999                                                                            | 235 068              | 238 670   | 98.5           | 186        | 163           | 23            | 1263                     | 1                    | 62         | 310        | 157        |
| 2000                                                                            | 241 846              | 248 752   | 97.2           | 189        | 163           | 26            | 1279                     | 1                    | 59         | 301        | 158        |
| 2001                                                                            | 244 431              | 250 969   | 97.4           | 186        | 170           | 16            | 1314                     | 1                    | 53         | 310        | 157        |
| 2002                                                                            | 242 962              | 252 606   | 96.2           | 182        | 164           | 18            | 1334                     | 1                    | 54         | 305        | 157        |
| 2003                                                                            | 245 160              | 256 206   | 95.7           | 180        | 161           | 19            | 1362                     | 1                    | 30         | 302        | 157        |
| 2004                                                                            | 252 010              | 264 090   | 95.4           | 183        | 162           | 21            | 1377                     | 1                    | 32         | 307        | 159        |
| 2006                                                                            | 251 701              | 263 430   | 95.5           | 170        | 147           | 23            | 1480                     | 1                    | 34         | 298        | 160        |
| 2013                                                                            | 248 097              | 251 160   | 98.8           | 179        | 151           | 28            | 1386                     | 7                    | 35         | 270        | 161        |
| 2016                                                                            | 232 520              | 235 951   | 98.5           | 171        | 150           | 21            | 1359                     | 8                    | 25         | 242        | 161        |
| 2019                                                                            | 228 780              | 232 160   | 98.5           | 185        | 142           | 43            | 1236                     | 10                   | 56         | 222        | 161        |
| 2021                                                                            | 208 300              | 217 265   | 95.9           | 158        | 136           | 22            | 1318                     | 8                    | 35         | 214        | 160        |
| Fuente: Catholic-Hierarchy, que a su vez toma los datos del Anuario Pontificio. |                      |           |                |            |               |               |                          |                      |            |            |            |

En el curso 2017-2018 se formaron diez seminaristas en el Seminario Mayor diocesano y se ordenaron cuatro nuevos sacerdotes.